# Kristian Ibler
Kristian Tomislav Ibler (født 6. august 1975) er dansk skuespiller, instruktør og manuskriptforfatter.
Ibler blev uddannet fra Statens Teaterskole i 2000, og debuterede i hovedrollen i filmen Lille mænsk der senere samme år blev nomineret til en Oscar for bedste Student Film. I 2004 vandt filmen Mellem os en Oscar, i hvilken Kristian Ibler ligeledes spillede hovedrollen.
Han har siden medvirket i adskillige tv-serier og spillefilm og blev i 2008 nomineret til en TV2 Zulu Award for sin præstation i Lone Scherfigs film Hjemve. 
Som manuskriptforfatter har Kristian Ibler skrevet spillefilmen Villads fra Valby og diverse kortfilm som han ligeledes har instrueret. Derudover har han arbejdet som instruktørassistent og caster i tv-serier som han sideløbende har medvirket i som skuespiller.
På teatret har Kristian Ibler spillet i alle genrer på Kaleidoskop, Grønnegårds Teatret, Aalborg Teater, Rialto Teatret, Edison Teatret, Svalegangen, Teater Grob, Republique, m.fl. 
Ibler har gjort sig bemærket som et komisk talent med et stort "funny bone", der bl.a. kunne opleves i DR´s satire-serie Ik Okay og i filmen Villads fra Valby.[kilde mangler]

## Filmografi
| - Drengene fra Sankt Petri (1991) - Lille mænsk (1999) - Kat (2001) - Mellem os (2001) - Habibti min elskede (2002) - Familien Gregersen (2004) - Opbrud (2005) - Den store dag (2005) - Næste skridt (2006) - Hjemve (2007) - Far til fire - på hjemmebane (2008) - Blå mænd (2008) - Julefrokosten (2009) - Zoomerne (2009) - Bølle Bob - Alle tiders helt (2010) - Tonny (kortfilm, 2010) - Junk Love (kortfilm, 2011) - Værelse 304 (2011) - Kampen (kortfilm, 2013) - Kartellet (2014) - Villads fra Valby (2016) - Kidnappet (2017) | - Rejseholdet (2000-2003) - Krøniken (2003-2006) - Forsvar (2003) - Forbrydelsen afsnit 4-14 (2007) - Ørnen (2005) - Klovn (2006) - 2900 Happiness (2008) - Lærkevej (2009) - Lulu & Leon (2010) - Badehotellet (2014) - Heartless (2015) - SJIT Happens (2015) - Dicte (2016) - Mord uden grænser (2017) |